# Kleofáš
Kleofáš je českou variantou řeckého mužského jména Κλεοπᾶς (Kleopás), které vzniklo zkrácením jména Κλεοπατρος (Kleópatros). To se skládá ze slov κλέος (kléos) – chvála, sláva a πατρός (patrós) – otec. Dítě s tímto jménem se na území České republiky narodilo 2 . Kleofáš má podle českého kalendáře jmeniny 25. září.

## Domácí podoby jména
Kleo, Kleofášek

## Varianty
Řecké: Klopas, Cleo, Cleophas, Cleopas, Kleopas

## Nositelé jména
- Kleofáš – učedník Ježíšův
- Michał Kleofas Ogiński – polský skladatel

## Význam jména
Narozen šlechetnému otci